# San Javier de Loncomilla
San Javier de Loncomilla è una città e comune del Cile situata nella provincia di Linares, Regione del Maule, e dista circa 270 chilometri a sud di Santiago de Chile, 31 chilometri a nord-ovest del capoluogo provinciale, Linares e 24 chilometri a sud di Talca, il capoluogo regionale.

## Dati
La città di San Javier contava circa 21 000 abitanti nel 2002 e il comune circa 38.000. Il 40% della popolazione abita in zone rurali.

## Storia
Fondata 18 novembre 1852, San Javier ha una forte tradizione vinicola. Il comune appartiene alla Valle del Maule, una delle regioni viticole più prestigiose del Cile.

## Consiglio Comunale

### Sindaco
- Jorge Ignacio Silva Sepúlveda: (Partito Democratico Cristiano del Cile)

### Consiglieri comunale
- Marcelo Enrique Cornejo Rodríguez (RN)
- Rodrigo Alejandro Osorio Opazo (RD)
- Sergio Pinto Moyano (PR)
- María Ester González Norambuena (PS)

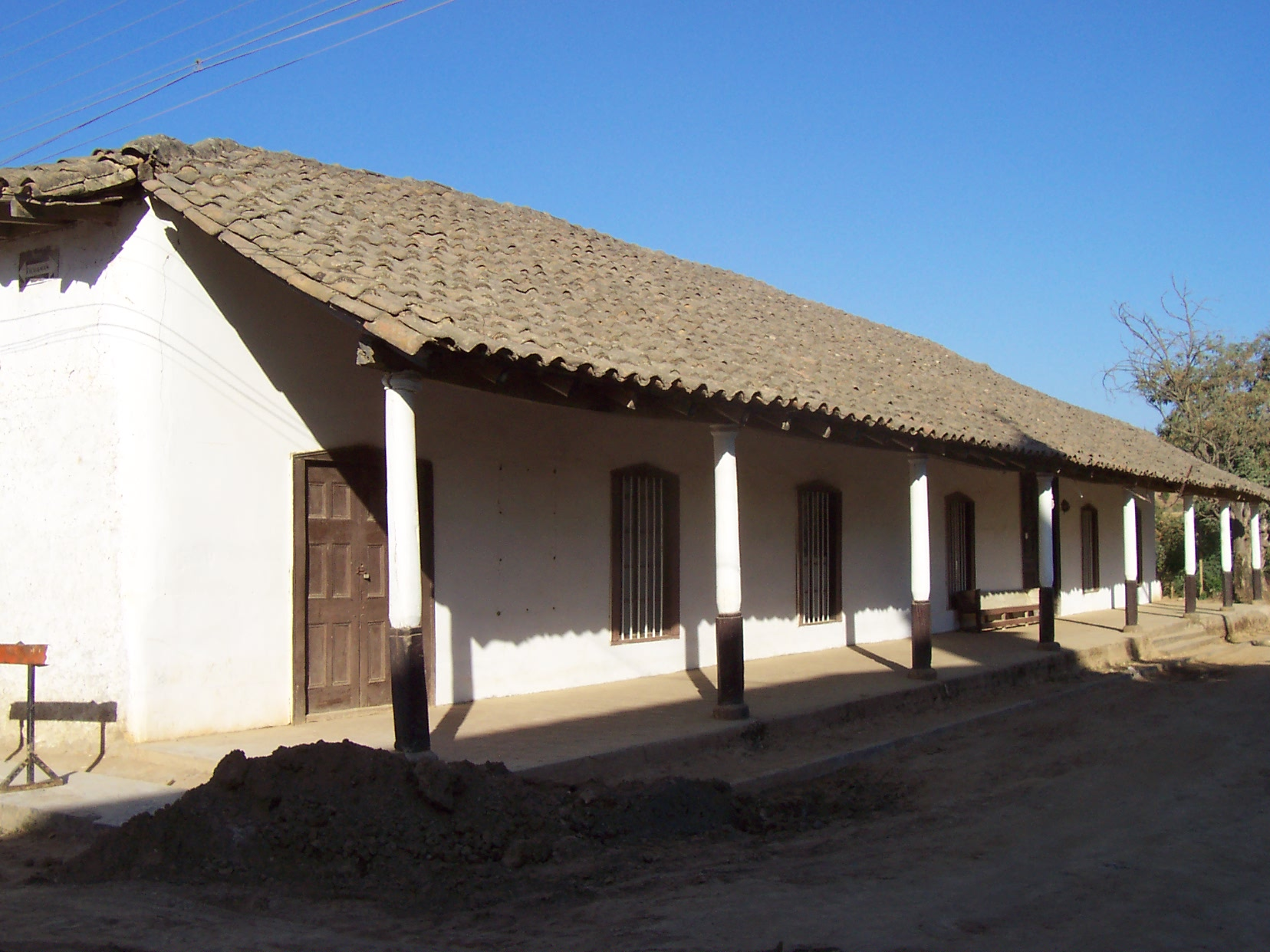
Un'antica e tipica casa rurale cilena nel villaggio di Nirivilo, comune di San Javier, Cile

- Cristóbal Cancino Albornoz (UDI)
- Luis Reveliño Alarcón Núñez (UDI)